# Невена Божович
Невена Божович (серб. Невена Божовић; Nevena Božović; нар. 15 червня 1994, Косовська-Мітровіца, Югославія) — сербська співачка. Представниця Сербії на «Дитячому Євробаченні — 2007», представниця Сербії на «Євробаченні» 2013 (у складі групи Moje 3) і 2019 років, учасниця шоу Prvi glas Srbije.

## Життєпис
Народилася 1994 року в Косовській Митровиці. У дитинстві Невена Божович добре грала у баскетбол, обираючи, ким стати: професійною баскетболісткою чи співачкою або піаністкою, врешті вирішивши стати співачкою. З дитинства займалася співом і брала участь у фестивалях і конкурсах. Закінчила музичну школу в рідному місті і вступила на музичний факультет в Белграді.
Одним з найважливіших моментів у творчій кар'єрі стало «Дитяче Євробачення». У 2007 році Божович представляла в Роттердамі Сербію з баладою Пиши ми, зайняла третє призове місце з 120 очками, отримавши бали від усіх країн.
У 2009 році брала участь на фестивалі «Сунчане скале», де здійснила фурор на вечорі «Нових Зірок», а перше місце отримала на першому конкурсному вечорі з піснею Ти.
Популярність Невені Божович принесло шоу Prvi glas Srbije (серб. — «Перший голос Сербії», аналог шоу «Фактор А»); вона дійшла до фіналу (перемогу здобула Мірна Радуловіч). Обидві фіналістки увійшли в групу Moje 3 для участі в Євробаченні-2013 у Швеції.
У травні 2019 року виступила на «Євробаченні» в Тель-Авіві з піснею «Kruna» (серб.  — «Корона») та пройшла у фінал, де посіла 17-е місце з 92 балами.
ЗМІ пов'язували Божович з Мілошем Біковичем після його появи у відеокліпі «Bal» («Бал»). Божович інформацію не підтвердила.
20 квітня 2019 року одружилася з пілотом Миколою Івановичем з Чорногорії у Будві. ЗМІ Чорногорії називали його весіллям року.
З 13 років вегетаріанка. Любить подорожувати, вивчати мови та слідкувати за модними тенденціями.

## Дискографія
| Title                               | Year | Album             |
| ----------------------------------- | ---- | ----------------- |
| «Piši mi»                           | 2007 | Non-album singles |
| «Ti»                                | 2009 | Non-album singles |
| «Ljubav je svuda» (у складі Moje 3) | 2013 | Non-album singles |
| «Pogledaj me»                       | 2013 | Non-album singles |
| «Znam da noćas gubim te»            | 2013 | Non-album singles |
| «Bal»                               | 2014 | Non-album singles |
| «Trebam tebe»                       | 2015 | Non-album singles |
| «Čujem da dolaziš u grad»           | 2015 | Non-album singles |
| «Siesta»                            | 2016 | Non-album singles |
| «Jasno mi je»                       | 2017 | Non-album singles |
| «Dangerous Drug»                    | 2017 | Non-album singles |
| «Moja molitva»                      | 2017 | Non-album singles |
| «What I'm Looking For»              | 2018 | Non-album singles |
| «Prazni snovi»                      | 2019 | Non-album singles |
| «Kruna»                             | 2019 | Non-album singles |
| «The Crown — Eternal Light»         | 2019 | Non-album singles |
| «Sanjam»                            | 2019 | Non-album singles |
| «Nestajem s vetrom»                 | 2020 | Non-album singles |

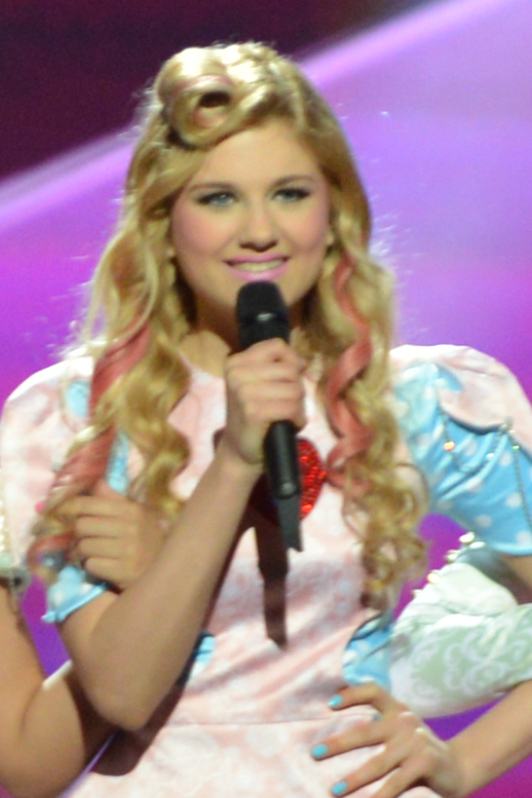
На Євробаченні-2013 у Швеції
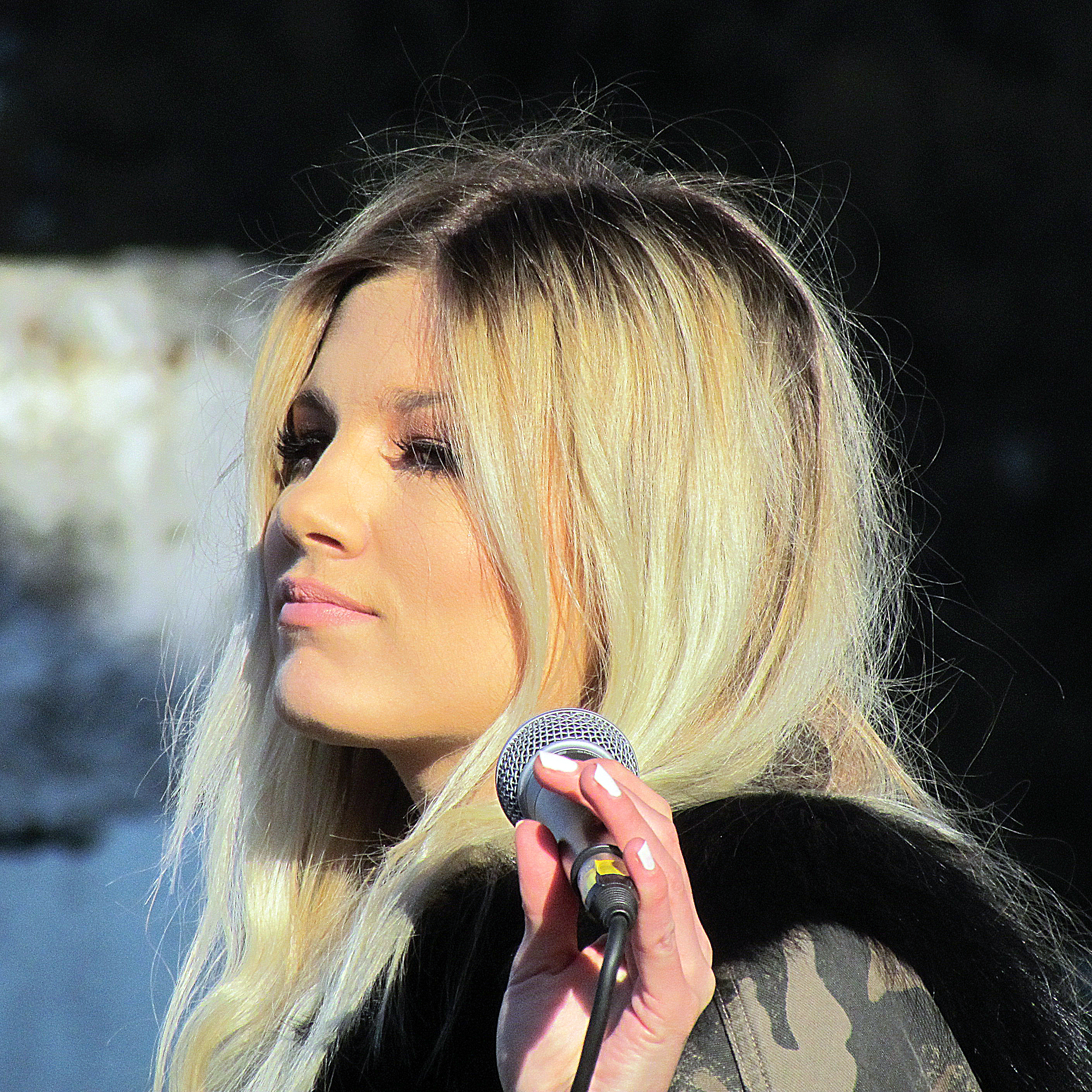
Божович у 2017 році
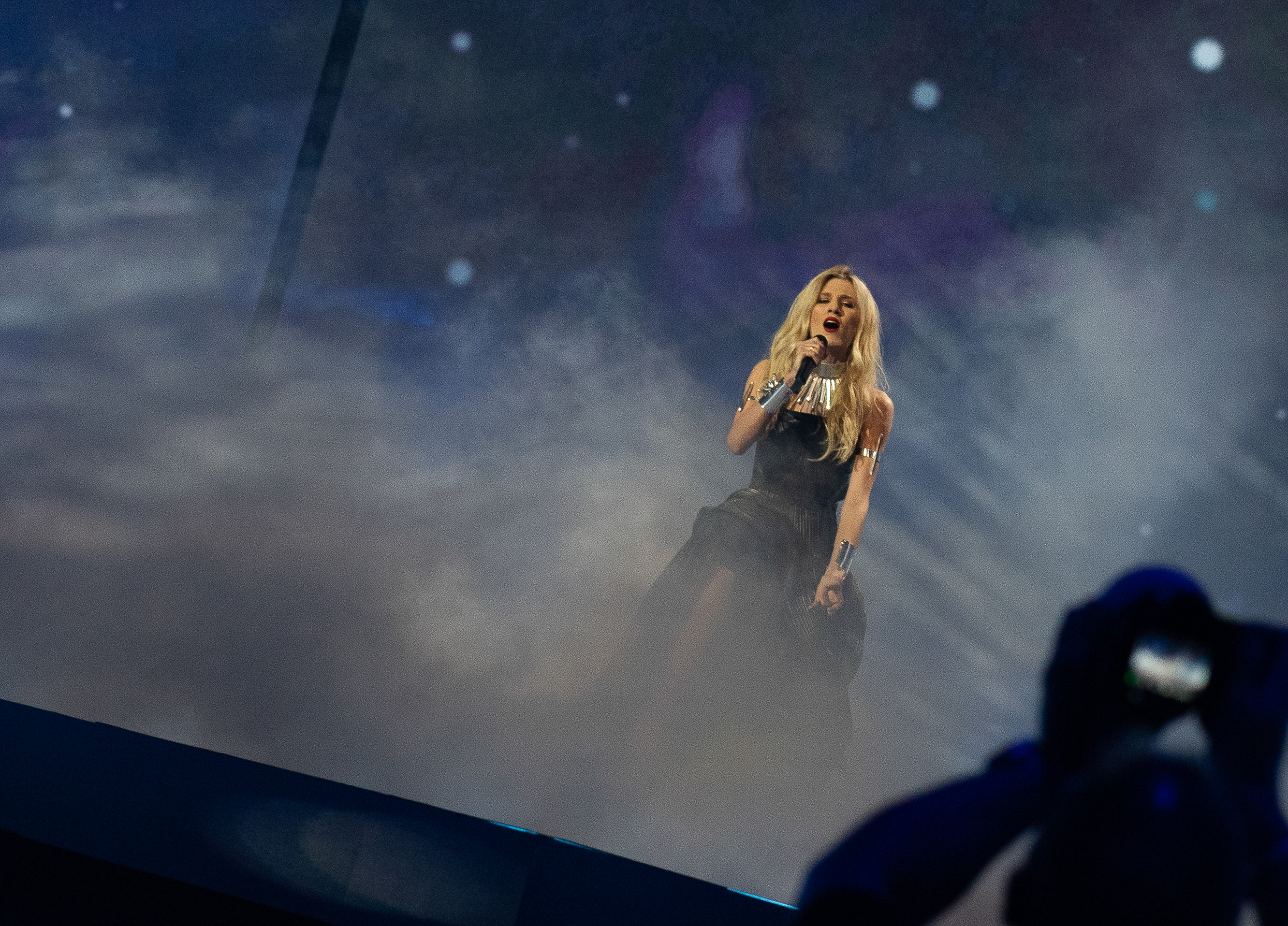
На Євробаченні-2019 в Ізраїлі